# 莫峻
莫峻，浙江省紹興府上虞縣人，清朝政治人物。進士出身。
光緒二年（1876年），參加丙子恩科會試，得貢士第220名。殿試登進士2甲第46名。同年五月（6月3日），著分六部學習。授刑部主事。